# 土屋明生
土屋 明生（つちや あきお、1949年7月2日 -）は、日本の元アマチュア野球選手、監督である。ポジションは投手。

## 来歴・人物
大阪府羽曳野市出身。富田林高校を卒業した後に関西学院大学に入学した。当大学のエースとして、関西六大学リーグにおいて、関西大学のエースである山口高志と投げ合っていた。関学最多の通算27勝をあげた。
1971年のドラフト会議で南海ホークスから7位指名されたが入団を拒否し、 三菱重工三原に入団し、1975年までにプレーしていた。
現役引退後は、1978年から関西学院大学の教職員となったのと同時に野球部監督に就任し、1993年には、関西学生野球春季リーグにおいて、27年ぶりの優勝を成し遂げた。1999年までに監督を務め、田口壮らを育てた。

## 著書
- 「指導者かくあるべし〜志の書『言志四録』に学ぶ」（PHPパブリッシング、2009年2月3日、ISBN 978-4904302286）